# Phytosauridae
 Phytosauridae  es una familia de reptiles diapsidos arcosaurios fitosaurianos que vivieron a finales del período Triásico, desde el Carniense al Rhaetiense, hace aproximadamente entre 228 a 199 millones de años, encontrados en Norteamérica, India, Europa y África. 
Se define como el clado menos inclusivo que contiene a Angistorhinus grandis (Mehl 1913) y Mystriosuchus planirostris (Meyer 1863). Los miembros más derivados de esta familia se incluyen en una subfamilia llamada Pseudopalatinae.